# (6610) Burwitz
(6610) Burwitz – planetoida z grupy pasa głównego asteroid okrążająca Słońce w ciągu 3 lat i 172 dni w średniej odległości 2,29 j.a. Została odkryta 28 stycznia 1993 roku w obserwatorium w Yakiimo przez Akirę Natoriego i Takeshiego Uratę. Nazwa planetoidy pochodzi od Vadima Burwitza (ur. 1965), zajmującego się badaniami komet, planet, gwiazd, białych karłów, gwiazd neutronowych oraz aktywnych jąder galaktyk. Przed nadaniem nazwy planetoida nosiła oznaczenie tymczasowe (6610) 1993 BL3.